# Richard Hongisto
Richard D. Hongisto (1936, Bovey – 4 de novembro de 2004) foi um empresário, político, xerife e chefe de polícia de São Francisco e Cleveland.